# Бремер (округ, Айова)
Шаблон:StateAbbr_ 42°46′27″ пн. ш. 92°19′01″ зх. д. / 42.774166666667° пн. ш. 92.316944444444° зх. д.
Округ Бремер (англ. Bremer County) — округ (графство) у штаті Айова, США. Ідентифікатор округу 19017.

## Історія
Округ утворений 1851 року.

## Демографія
За даними перепису
2000 року
загальне населення округу становило 23325 осіб, зокрема міського населення було 7657, а сільського — 15668.
Серед мешканців округу чоловіків було 11274, а жінок — 12051. В окрузі було 8860 домогосподарств, 6324 родин, які мешкали в 9337 будинках.
Середній розмір родини становив 2,95.
Віковий розподіл населення поданий у таблиці:
| Стать    | До 15 років | 15-21 | 22-29 | 30-39 | 40-49 | 50-65 | 65-85 | Понад 85 |
| -------- | ----------- | ----- | ----- | ----- | ----- | ----- | ----- | -------- |
| Чоловіки | 2346        | 1492  | 921   | 1390  | 1694  | 1951  | 1319  | 161      |
| Жінки    | 2150        | 1645  | 902   | 1443  | 1686  | 1972  | 1809  | 444      |

## Суміжні округи
- Чикасо — північ
- Фаєтт — схід
- Б'юкенан — південний схід
- Блек-Гок — південь
- Батлер — захід
- Флойд — північний захід

## Виноски
1. ↑  U.S. Decennial Census. United States Census Bureau. Архів оригіналу за 26 квітня 2015. Процитовано 13 липня 2014.
2. ↑  Historical Census Browser. University of Virginia Library. Архів оригіналу за 11 серпня 2012. Процитовано 13 липня 2014.
3. ↑  Population of Counties by Decennial Census: 1900 to 1990. United States Census Bureau. Архів оригіналу за 22 квітня 2014. Процитовано 13 липня 2014.
4. ↑  Census 2000 PHC-T-4. Ranking Tables for Counties: 1990 and 2000 (PDF). United States Census Bureau. Архів оригіналу (PDF) за 18 грудня 2014. Процитовано 13 липня 2014.
5. ↑  State & County QuickFacts. United States Census Bureau. Архів оригіналу за 25 лютого 2016. Процитовано 13 липня 2014. [Архівовано 2016-02-25 у Wayback Machine.](англ.) Наведено за англійською вікіпедією.
6. ↑  American FactFinder. Бюро перепису населення США. Архів оригіналу за 26 лютого 2012. Процитовано 31 січня 2008. [Архівовано 2008-05-21 у Wayback Machine.]

| США | Це незавершена стаття з географії США. Ви можете допомогти проєкту, виправивши або дописавши її. |